# Jacques Bellange

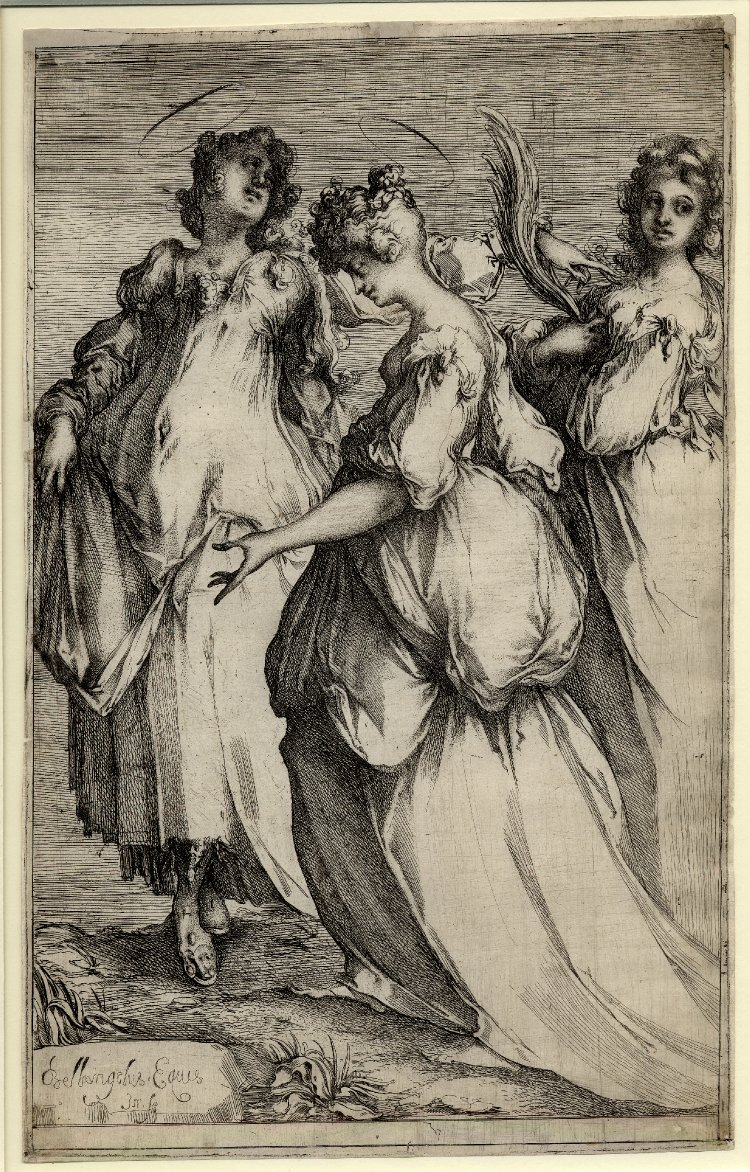
Tre heliga kvinnor, etsning signerad Bellange

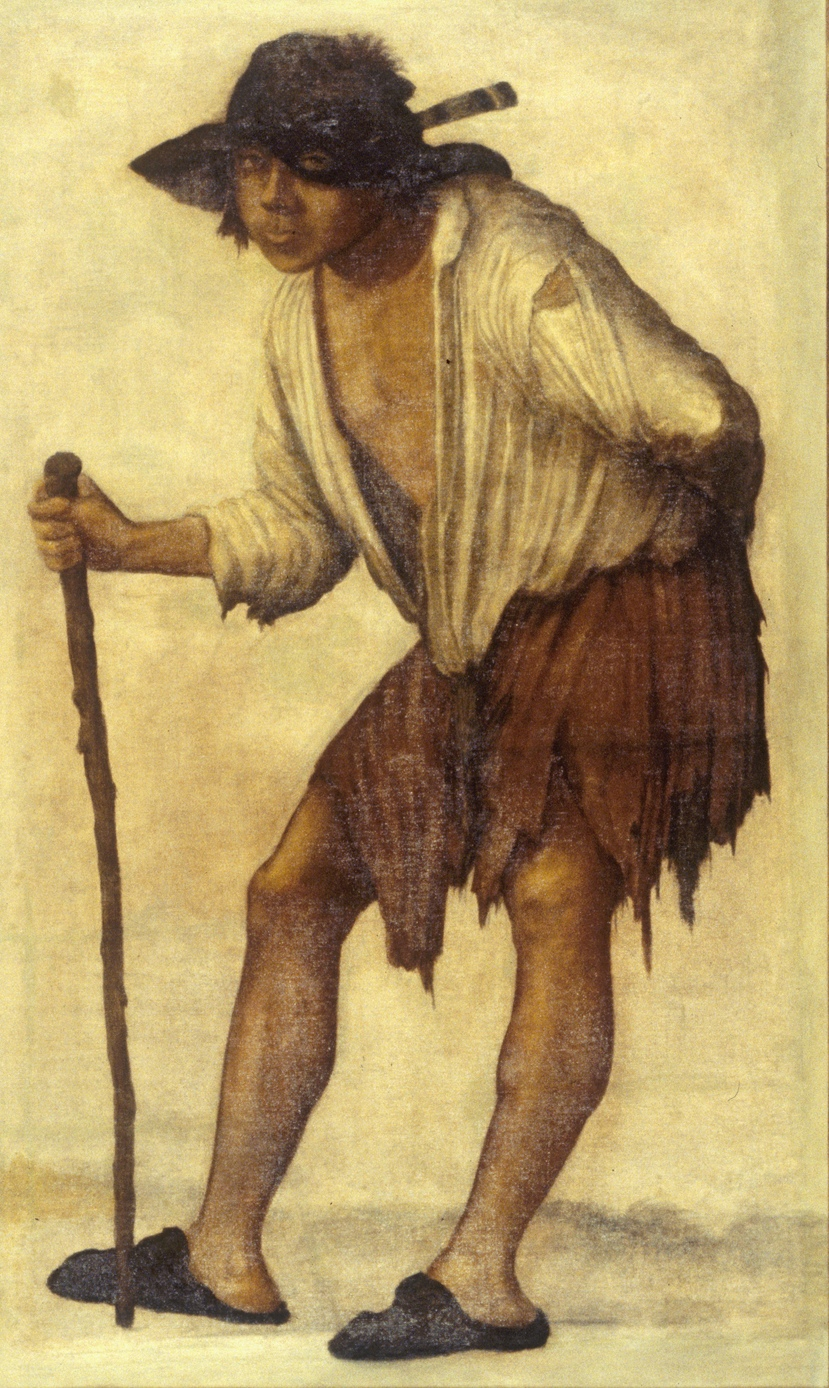
Tiggaren tittar genom sin hatt, målning tillskriven Bellange

Jacques Bellange, född cirka 1575, död 1616, var en lothringsk målare och grafiker. Under många år var han verksam vid hovet i Nancy (1602–16) och han grundlade, tillsammans med Callot, den lothringska etsarskolan. Av hans verk är nästan endast etsningar och teckningar bevarade och de speglar en blandning av nervöst temperament och manieristisk raffinemang. Bellanges konst var länge glömd, men har sedan mitten av 1900-talet åter väckt intresse.

## Biografi
Bellanges födelseplats och familjebakgrund är oklara, men många källor anger Bassigny, även kallad Bellange, som hans förmodade födelseort. Byn blev förstörd av franska armén i ett slag om Lorraine 1645 och existerar inte mera. Den totala avsaknaden av omnämnanden i familjeregistret från hans familj, hans snabba acceptans från 1602 i kungahuset i Nancy och hans användning av titeln riddare ledde till spekulationer om att han kan ha varit oäkta son till en viss kunglig personlighet
Han var 1595 registrerad som boende i La Monthe efter att han rest till Nancy där han tog tjänst som lärling. På grund av saknad av registreringar råder det stor osäkerhet om tiden fram till 1602 då han återfanns i Nancy och framträder anställd som hovmålare och sedan redovisas regelbundet i räkenskaperna fram till 1616, året för hans död.
År 1612 gifte han sig med Claude Bergeron, 17-årig dotter till en framstående apotekare i Nancy, och hon födde honom tre söner.

### Målningar
Det finns idag ingen målning kvar som säkert gjorts av Bellange. Alla slottets dekorationer som var hans stora uppdrag har förstörts. Ett antal tavlor har tillskrivits honom, men konsthistoriker är oense om riktigheten i detta och verken har varierande grad av relation till den idiosynkratiska stilen i Bellanges etsningar.

### Teckningar
Cirka 80 till 100 teckningar som tillskrivs Bellange finns kända idag även om många av dem också har ett osäkert ursprung. Etsningarnas koncentration på religiösa motiv är mindre markerad i teckningarna.